# Praia da Pituba
A Praia da Pituba está situada no bairro da Pituba, no município de Salvador, no estado da Bahia, no Brasil. É a praia seguinte à Praia de Amaralina.

## Topônimo
"Pituba" é oriundo do termo tupi pitu'a. Segundo o Dicionário Aurélio, "pituba" significa "pessoa covarde" ou "ladrão de cavalos".

## Descrição
Esta praia inicia junto ao "Quiosque das Baianas", onde se encontram muitas vendedoras de acarajé (conhecidas como baianas de acarajé) e vendedores de água de coco, indo até onde se encontrava o Clube Português, fazendo limite com a Praia do Jardim dos Namorados.
A praia se encontra a cerca de dez quilômetros do Centro, sendo banhada pelo Oceano Atlântico.
Parte da praia é perigosa e de grandes ondas, sendo que a parte central, onde se encontram embarcações de pescadores e algumas barracas, é a região mais apropriada para banhos, assim como a parte de praia que fica nas imediações do antigo Clube Português.
O bairro onde se encontra esta praia é dos mais populosos e com melhor infraestrutura da cidade do Salvador, possuindo muitos bares e restaurantes em suas ruas paralelas à praia.